# Sânpetru Mare
Sânpetru Mare (Hongaars: Nagyszentpéter, Duits: Grosssanktpeter) is een gemeente in het Roemeense district Timiș en ligt in de regio Banaat in het westen van Roemenië. De gemeente telt 3286 inwoners (2005).

## Geschiedenis
In 1333 werd Sânpetru Mare officieel erkend. Door de overstromingen van 2005 werden er 4 gebouwen aangetast binnen de gemeente.

## Geografie
De oppervlakte van Sânpetru Mare bedraagt 108,53 km², de bevolkingsdichtheid is 30 inwoners per km².
De gemeente bestaat uit de volgende dorpen: Igriș, Sânpetru Mare.

## Demografie
Van de 5844 inwoners in 2002 zijn 4254 Roemenen, 65 Hongaren, 40 Duitsers, 694 Roma's en 791 van overige afkomst waaronder voornamelijk Serviërs van andere etnische groepen.
Onderstaande figuur toont het verloop van het inwoneraantal vanaf 1880.

## Politiek
De burgemeester van Sânpetru Mare is Viorel Popovici (PSD).
Balinț · Banloc · Bara · Bârna · Beba Veche · Becicherecu Mic · Belinț · Bethausen · Biled · Birda · Bogda · Boldur · Brestovăț · Cărpiniș · Cenad · Cenei · Checea · Chevereșu Mare · Comloșu Mare · Coșteiu · Criciova · Curtea · Darova · Denta · Dudeștii Noi · Dudeștii Vechi · Dumbrava · Dumbrăvița · Fibiș · Fârdea · Foeni · Gavojdia · Ghilad · Ghiroda · Ghizela · Giarmata · Giera · Giroc · Giulvăz · Gottlob · Iecea Mare · Jamu Mare · Jebel · Lenauheim · Liebling · Lovrin · Margina · Mașloc · Mănăștiur · Moravița · Moșnița Nouă · Nădrag · Nițchidorf · Ohaba Lungă · Orțișoara · Parța · Pădureni · Peciu Nou · Periam · Pietroasa · Pișchia · Racovița · Remetea Mare · Sacoșu Turcesc · Saravale · Satchinez · Săcălaz · Secaș · Sânandrei · Sânmihaiu Român · Sânpetru Mare · Șag · Şandra · Știuca · Teremia Mare · Tomești · Tomnatic · Topolovățu Mare · Tormac · Traian Vuia · Uivar · Valcani · Variaș · Victor Vlad Delamarina · Voiteg